# Konwencja o prawach politycznych kobiet
Konwencja o prawach politycznych kobiet – międzynarodowa konwencja przyjęta przez Zgromadzenie Ogólne ONZ 20 grudnia 1952 roku, która weszła w życie 7 lipca 1954 roku.
Konwencja przyznaje kobietom czynne i bierne prawo wyborcze i prawo do piastowania funkcji publicznych na zasadach równości z mężczyznami. Projekt konwencji został opracowany przez Komisję Statusu Kobiet, prace trwały od 1948 roku, kiedy Organizacja Państw Amerykańskich uchwaliła konwencję przyznającą kobietom prawa polityczne
Obowiązuje w 123 ze 193 państw członkowskich ONZ. Polska ratyfikowała konwencję 11 sierpnia 1954 roku. Konwencję podpisały, lecz nie ratyfikowały Birma, Japonia, Kambodża, Liberia, Południowa Afryka, Urugwaj. Najwięcej zastrzeżeń państw budził artykuł III:

Kobiety są uprawnione na równych warunkach z mężczyznami, bez żadnej dyskryminacji, do piastowania urzędów publicznych i do wykonywania wszelkich funkcji publicznych, przewidzianych w ustawodawstwie krajowym.

Do rozstrzygania sporów właściwy jest Międzynarodowy Trybunał Sprawiedliwości, chyba że strony ustalą inny sposób (art. IX).
Depozytariuszem jest Sekretarz Generalny Organizacji Narodów Zjednoczonych. Miarodajne są teksty angielski, hiszpański, chiński, rosyjski i francuski (art. XI).

## Wybrane zastrzeżenia państw
Część państw, które ratyfikowały Konwencję o prawach politycznych kobiet, ratyfikowały ją z zastrzeżeniami:
- Australia zgłosiła zastrzeżenie, że zasada niedyskryminacji kobiet wyrażona w artykule III nie ma zastosowania do rekrutacji i warunków odbywania służby w siłach zbrojnych,
- Austria zgłosiła zastrzeżenia do artykułu III, lecz oficjalnie wycofała je 11 września 2000 roku,
- Finlandia zgłosiła zastrzeżenie do artykułu III, gdyż według niej niektóre funkcje mogą ze względu na swą naturę być właściwie sprawowane tylko przez kobiety lub tylko przez mężczyzn,
- Irlandia zgłosiła zastrzeżenie, że zasada niedyskryminacji kobiet wyrażona w artykule III nie ma zastosowania do zatrudniania kobiet zamężnych w służbie publicznej oraz do nierównego wynagradzania kobiet zatrudnionych w służbie publicznej,
- Niemcy zgłosiły zastrzeżenie, że zasada niedyskryminacji kobiet wyrażona w artykule III nie ma zastosowania do służby w siłach zbrojnych.